# Märtyrer von Córdoba

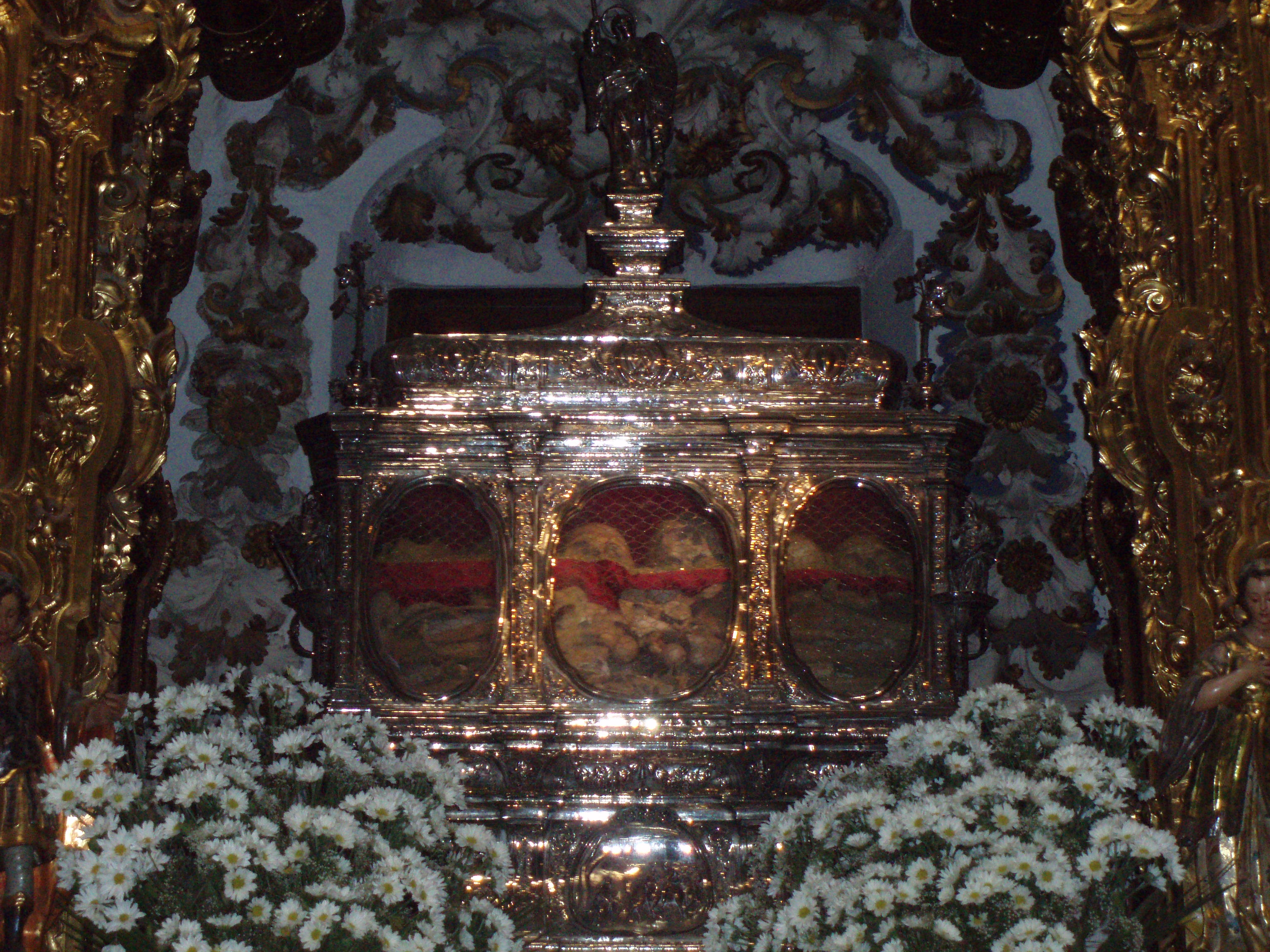
Schrein mit den Reliquien der Märtyrer in San Pedro Apóstol in Córdoba.

Unter der Bezeichnung Märtyrer von Córdoba werden 49 Personen zusammengefasst, die in den Jahren 851 bis 859 n. Chr. wegen der öffentlichen Schmähung des Islam und Mohammeds sowie wegen ihres provokativen Bekenntnisses zum Christentum in Córdoba, der damaligen Hauptstadt des Emirats von Cordoba, hingerichtet wurden und nach christlichem Verständnis als Märtyrer starben.

## Überlieferte Geschehnisse
Der Umayyade Abd ar-Rahman I. erreichte im Jahr 756 Al-Andalus und hatte den Statthalter von Córdoba vertrieben. Er gründete das Emirat von Córdoba. Anscheinend nahmen in den 850er Jahren die Islamisierungstendenzen im Emirat stark zu, sodass in der christlichen Bevölkerung Sorgen um den Erhalt einer eigenständigen christlichen Gemeinde aufkamen. Dies löste einen religiösen Konflikt zwischen den mozarabischen Christen in Córdoba und Toledo und den muslimischen Machthabern aus.
Gemäß der Legende wurde der Mönch Perfectus 850 von zwei Muslimen gefragt, welcher der beiden Propheten, Jesus oder Mohammed, der größere sei. Er weigerte sich der Legende nach zunächst zu antworten, doch die beiden versprachen, ihn vor Repressalien zu schützen. Er sagte ihnen auf Arabisch, dass Mohammed ein falscher Prophet sei. Die Muslime hielten zunächst ihr Wort, aber einige Tage später ließen sie Perfectus verhaften. Perfectus wurde von einem islamischen Gericht wegen Blasphemie zum Tode verurteilt und am 18. April 850 geköpft. In seinen letzten Worten soll er Jesus gepriesen und Mohammed und dessen Koran verdammt haben.
Die Hinrichtung des Perfectus und weiterer Christen führte nicht nur zu Spannungen zwischen Muslimen und Christen, sondern auch innerhalb der christlichen Gemeinschaft. Abd er-Rahman II. ordnete zunächst die Inhaftierung der klerikalen Führung der örtlichen christlichen Gemeinde an. Da der zivile Ungehorsam nachzulassen schien, wurden die Geistlichen im November 851 freigelassen. Als einige Monate später eine neue Protestwelle einsetzte, wandte sich der Emir erneut an die christlichen Führer, die am ehesten in der Lage waren, die christliche Gemeinschaft zu kontrollieren. Anstatt sie zu inhaftieren, befahl er ihnen, ein Konzil in Córdoba einzuberufen, um die Angelegenheit zu prüfen und eine Strategie für den Umgang mit den Dissidenten zu entwickeln. Er stellte die Bischöfe vor die Wahl: Die Christen sollten den öffentlichen Dissens beenden oder mit Schikanen, Arbeitsplatzverlust und wirtschaftlicher Not rechnen. Recafred, der Bischof von Córdoba, drängte wohl auf einen Kompromiss mit den muslimischen Behörden. Der zeitgenössische Autor Eulogius von Córdoba sah den Bischof auf der Seite der muslimischen Behörden gegen die Christen. Nach dem Tod von Abd-ar Rahman II. im Jahr 852 entfernte sein Sohn und Nachfolger Muhammad I. alle christlichen Beamten aus ihren Ämtern. Die Hinrichtungen endeten erst im Jahr 859, so dass insgesamt achtundvierzig Christen (hauptsächlich Mönche) den Tod fanden.
858 wurde Eulogius angeblich zum Bischof von Toledo gewählt, der maurische Emir Muhammad I. verweigerte aber die Bestätigung der Wahl. Am 11. März 859 wurde Eulogius in Córdoba als letzter und 49. der Märtyrer von Córdoba hingerichtet. Zugleich erfolgte die Schließung von Klöstern, in denen einige der Märtyrer gelebt hatten.
Dokumentiert wurden die Ereignisse von den zeitgenössischen Autoren Eulogius von Córdoba und Paulus Alvarus, die in ihren Schriften das Bild einer regelrechten Märtyrerbewegung entwerfen. Da unabhängige Parallelüberlieferungen fehlen, ist die Bewertung der tatsächlichen Geschehnisse jedoch umstritten.

## Die Quellen und ihre Autoren

### Überlieferungs- und Editionslage
Über die angeblichen Geschehnisse berichten vornehmlich die beiden genannten zeitgenössischen Autoren. Eulogius von Córdoba verfasste drei Schriften über die „Märtyrer“: Das Documentum martiriale, das Memoriale Sanctorum sowie den Liber apologeticus sanctorum martyrum. Diese Texte waren bis ins 16. Jahrhundert in einer einzigen Handschrift in Oviedo überliefert, welche Ambrosio Morales seinem Erstdruck zugrunde legte. Seit dieser editio princeps von 1574 ist das Manuskript jedoch verschollen. Der gedruckte Text weist deutliche sprachliche Korrekturen von humanistischer Hand auf, die offenkundig tief in den eigentümlichen Stil des ursprünglichen Textes eingreifen. Von Eulogius existieren zudem einige Briefe an Empfänger in Córdoba, wie auch im christlich beherrschten Norden der Iberischen Halbinsel, in denen vereinzelt Details über die cordobenser Geschehnisse der 850er-Jahre berichtet werden.
Paulus Alvarus befasste sich zu Beginn der 860er-Jahre vor allem in seinem Indiculus luminosus mit der „Märtyrerbewegung“. Auch dieser Text ist lediglich in einer einzigen mittelalterlichen Handschrift aus dem 10. oder 11. Jahrhundert überliefert. Der Erstdruck erfolgte 1753 im Rahmen der España Sagrada des Enrique Flórez. In der Vita sancti Eulogii schließlich berichtet Alvarus über das Leben und das Martyrium seines Freundes Eulogius von Córdoba, welcher 859 selbst wegen der Förderung von Apostasie durch die muslimische Obrigkeit in Córdoba hingerichtet wurde.
Eine von diesen Zentralquellen unabhängige Parallelüberlieferung fehlt. Aus der zeitgenössischen arabischen Tradition sind die Darstellungen des Eulogius und des Alvarus nicht zu verifizieren. Vereinzelte Hinweise in lateinischen Quellen auf „Märtyrer von Córdoba“, wie z. B. im Translationsbericht des Usuard oder in dessen Vita aus der Feder Aimons aus der ersten Hälfte des 9. Jahrhunderts, erweisen sich als inhaltlich abhängig von den hagiographischen Schriften des Eulogius. Die spärlichen Quellenbelege aus dem Frankenreich bestätigen damit lediglich die (eingeschränkte) Wirksamkeit einer Kultpropaganda um die „Märtyrer“ – zur Rekonstruktion und Prüfung ereignisgeschichtlicher Details des cordobeser Geschehens selbst sind sie hingegen ungeeignet.

### Die Autoren

#### Eulogius
Eulogius wurde Anfang des 9. Jahrhunderts geboren. Er entstammte einer vornehmen hispano-romanischen Familie. Nach seiner geistlichen Ausbildung durch den Abt Speraindeo im Kloster St. Zoilus wurde er vom Bischof Recafred von Córdoba zuerst zum Diakon, später zum Priester geweiht. Wohl um 850 unternahm er eine Reise in den Norden der iberischen Halbinsel, von welcher er wichtige, bis dahin unbekannte Schriften des kirchlichen Überlieferungskanons nach Córdoba brachte. Eulogius ermahnte die cordobenser Christen trotz ihres Lebens unter muslimischer Herrschaft zum offenen Bekenntnis ihres Glaubens. 851 wurden er und weitere Geistliche auf Geheiß des Sevillaner Erzbischofs vorübergehend eingekerkert. Vermutlich ist hierin bereits eine frühe Reaktion des Emirats auf die ersten Fälle provozierter Märtyrerschaft unter Cordobeser Christen zu sehen, für die der Einfluss des Eulogius und seiner Gesinnungsgenossen verantwortlich gemacht wurde.
Eulogius verfasste mehrere Schriften, die sich mit den Märtyrern von Córdoba beschäftigen. Ebenso sind zahlreiche Briefe an Zeitgenossen überliefert, die Details zu den Ereignissen berichten. Sein frühestes Werk Memoriale Sanctorum begann Eulogius schon vor seinem Haftantritt; er vollendete es während seiner Haftzeit. In dieser Schrift verherrlicht er die hingerichteten Christen als Märtyrer und rechtfertigt sie als Heilige. Im Kerker verfasste er auch seine Schrift Documentum Martyriale. Er wollte damit die mit ihm inhaftierten Jungfrauen Flora und Maria in ihrem Entschluss zum Märtyrertod bestärken. Nachdem die „Märtyrerbewegung“ im Juli 852 erneut aufflammte, begann der islamische Herrschaftsapparat über eine radikale Lösung des Problems nachzudenken; Eulogius versteckte sich daher zeitweise. 857 verfasste er sein letztes Werk mit dem Titel Liber Apologeticus Sanctorum Martyrum.
858 wurde Eulogius angeblich zum Erzbischof von Toledo gewählt, konnte jedoch wohl aufgrund des Vetos von Emir Muhammad I. das Amt nie antreten. Als er eine christliche Konvertitin aus muslimischem Elternhaus namens Leocritia in ihrem neuen Glauben unterwies und bestärkte und mit ihr gemeinsam vor muslimischem Zugriff floh, wurde Eulogius 859 verhaftet und hingerichtet. Der 11. März ist sein Gedenktag.

#### Paulus Alvarus
Paulus Alvarus/Albarus wurde etwa um 800 geboren und starb am 7. November 861 oder 862. Seine Abstammung ist unklar, doch beruft er sich selbst auf jüdische und gotische Wurzeln. Er bekannte sich zum Christentum. Gemeinsam mit seinem Freund und Zeitgenossen Eulogius wurde er von Abt Speraindeo erzogen. Im Gegensatz zu Eulogius bekleidete er nach dieser Ausbildung kein kirchliches Amt.
Von Alvarus sind zwei Schriften überliefert, die Informationen zur „Märtyrerbewegung“ enthalten: der Indiculus Luminosus, in welchem er 854 die „Märtyrer von Córdoba“ verteidigte und Mohammed als den Antichristen darstellte, sowie die Vita Eulogii, in der er das Leben und Sterben seines Freundes, der nach seiner Vorstellung ebenfalls zum „Märtyrer“ geworden war, nacherzählt. Außerdem sind einige Briefe von ihm erhalten, die jedoch nicht auf das Märtyrer-Geschehen Bezug nehmen. Paulus Alvarus selbst war kein Märtyrer. Nach dem Kalendarium des Bischofs Recemund von Elvira aus dem Jahr 961 wurde er dennoch im christlichen Andalus als Heiliger verehrt, wobei sein Fest auf den 7. November fiel.